# Bourgneuf (Savoie)
Bourgneuf település Franciaországban, Savoie megyében. Lakosainak száma 667 fő (2022. január 1.). Bourgneuf Aiton, Bonvillaret, Chamousset, Chamoux-sur-Gelon, Châteauneuf, Montgilbert és Val-d’Arc községekkel határos.

## Népesség
A település népességének változása:
| Lakosok száma | 686  | 685  | 693  | 682  | 680  | 690  | 694  | 679  | 667  |
|               | 2013 | 2015 | 2016 | 2017 | 2018 | 2019 | 2020 | 2021 | 2022 |